# Old Navy
Old Navy es una marca estadounidense, que ofrece ropa y accesorios. Esta marca es perteneciente a la también empresa de textil estadounidense, Gap Inc., su nombre se debe a un bar en París que llevaba ese mismo nombre. Old Navy ofrece desde ropa para recién nacidos hasta ropa para adultos, así como también accesorios, zapatos, sombreros, entre otros. 
Fue fundada en 1994, y en 1997 se convirtió en la primera empresa minorista en llegar a 1000 millones de dólares en ventas en menos de 5 años de operación. En la actualidad cuenta con más de 1000 tiendas en Norteamérica. En el 2009 reportó 1180 millones de dólares en ventas. Old Navy se autoproclama como una marca a bajo precio de ropa para mujeres, hombres, niños y bebés. La primera tienda fue abierta en 1994, en un centro comercial en Colma, al norte de California.